# Mathias Kaden

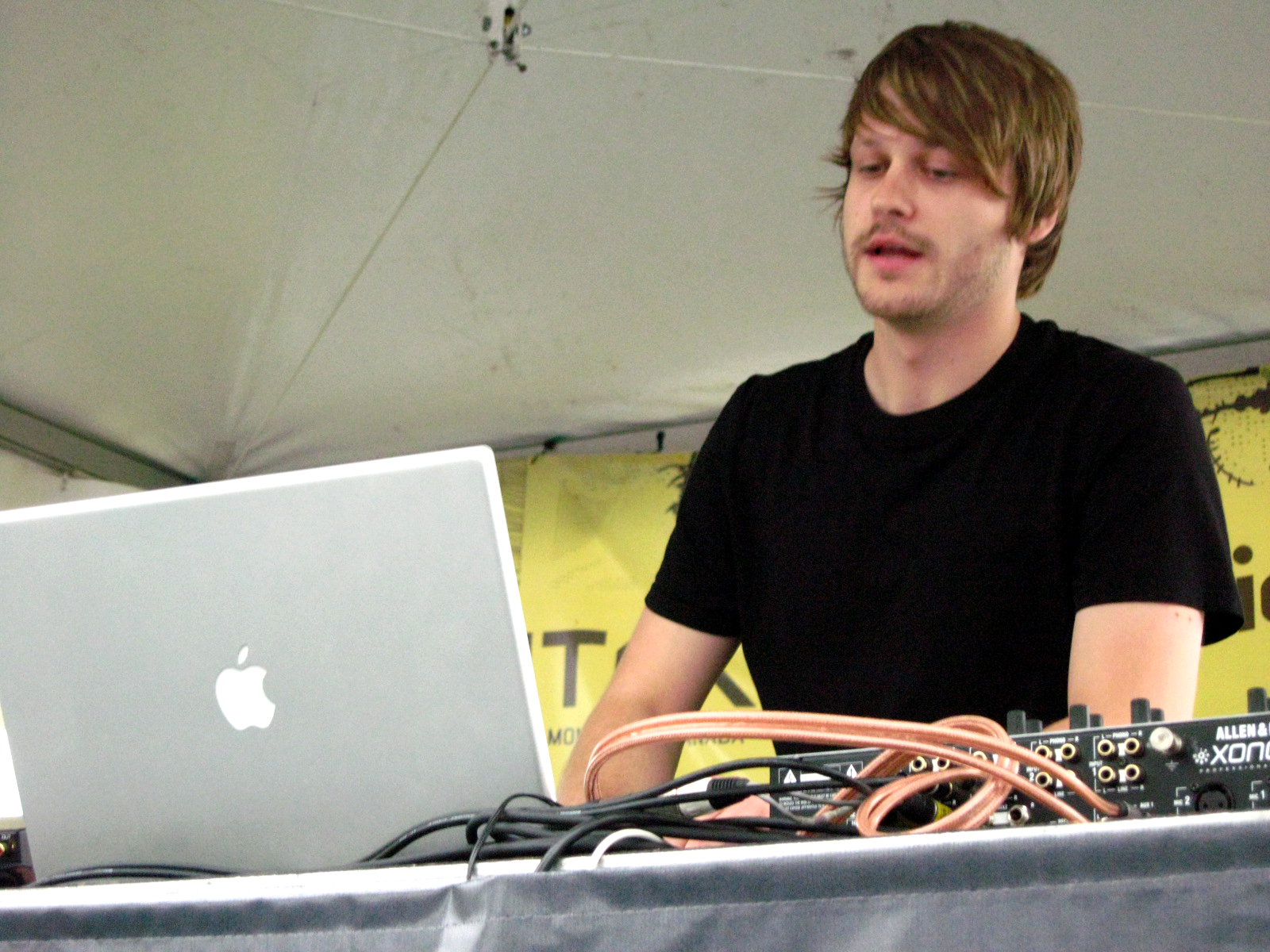
Mathias Kaden auf der Mutek 2008

Mathias Kaden (* 1981 in Karl-Marx-Stadt) ist ein deutscher Techno- und House-DJ und -Musiker.

## Leben
Mathias Kaden wurde 1981 in Karl-Marx-Stadt geboren, wuchs dann aber in Gera und Ronneburg auf. Im Alter von 17 Jahren zog er mit seinen Eltern nach München, kehrte aber wenige Jahre später nach Thüringen zurück.
Bereits als Jugendlicher sammelte er erste Erfahrungen als DJ. Er ist seit 1998 Resident-DJ im Club Muna in Bad Klosterlausnitz. Mit seinem Projekt Freshblood fördert er den musikalischen Nachwuchs.
Zusammen mit Marek Hemmann bildet er das Duo Hemmann & Kaden, welches mehrere EPs auf dem Label Freude am Tanzen veröffentlichte. Außerdem ist er mit der Band Marbert Rocel unter dem Namen Karocel tätig. Daneben erschienen zahlreiche Solo-EPs sowie sein Debütalbum Studio 10 (2009).
Seit Juni 2015 tourt er innerhalb seiner Energetic-Albumtour durch u. a. Südamerika, Mitteleuropa und Asien.
Weiterhin ist er Mitglied der Band Karocel, sowie dem Duo Stefanik & Kaden, welches er zusammen mit Daniel Stefanik bildet.
Als Remixer lieferte er Neubearbeitungen für Künstler wie Matthias Tanzmann, Onur Özer, Dapayk, Anja Schneider, Daniel Stefanik und Trentemøller.

## Diskografie (Auswahl)

### Album
- 2009: Studio 10 (Vakant)
- 2013: Plaited (Freude am Tanzen) als Karocel
- 2015: Energetic (Kompakt)

### Singles und EPs
- 2005: Circle Pit EP (Vakant)
- 2006: Agaric / Mathias Kaden – Untitled (We Are)
- 2006: Pentaton EP (Vakant)
- 2006: Synkope EP (Vakant)
- 2006: Mathias Kaden / Onur Özer – Pentaton / Twilight (Vakant R)
- 2007: Myal EP (Vakant)
- 2007: Onur Özer / Mathias Kaden – Red Cabaret / Synkope (Remixes) (Vakant R)
- 2008: Mathias Kaden / Knor – Perclue / La Plage (GS)
- 2008: Moron / Shetani (Vakant)
- 2008: Lucidas EP (Freude am Tanzen)
- 2010: Studio 10 Remixes #1 (Vakant R)
- 2010: Studio 10 Remixes #2 (Vakant R)
- 2010: Studio 10 Remixes #3 (Vakant R)
- 2013: Tentakle EP (Desolat)
- 2014: Fin (Watergate)